# 삼성 갤럭시 A8 (2015)
삼성 갤럭시 A8(Samsung GALAXY A8)은 삼성전자에서 제조하는 보급형 스마트폰으로써 2015년 7월 21일부터 23일에 예약판매를 실시하고 7월 24일에 정식으로 출시되었다. 삼성 갤럭시 A 시리즈에 속하며 SK텔레콤 전용 모델이다.

## 외형
갤럭시 A8은 풀메탈 디자인에 2.5mm의 슬림한 베젤을 가지고 있으며 삼성 갤럭시 시리즈중 가장 얇은 5.9mm의 두께의 울트라 슬림 프레임을 장착하고 있다. 화면크기는 5.7인치, 무게는 151g이다

## 디자인
| 갤럭시 A8 (2015) |               |
| 색상             | 이름          |
|                  | 미드나잇 블랙 |
|                  | 펄 화이트     |
|                  | 샴페인 골드   |

## 모델
- SM-A800H (표준 3G 모델)
- SM-A800F (표준 LTE 모델)
- SM-A800FD (표준 LTE 듀얼심 모델)
- SM-A800S (대한민국 SK텔레콤 전용 LTE 모델)

## CPU
big.LITTLE 기술이 적용된 삼성전자 엑시노스 5 옥타코어(5430)이 사용되었다. 이는 20nm의 공정으로 제작된 최초의 모바일용 AP다. 프로세서는 1.8GHz 쿼드코어 + 1.3GHz 쿼드코어로 구성되어 있다.

## 운영 체제

### 안드로이드 5.1.1 롤리팝
갤럭시 A8은 출시 당시 안드로이드 5.1.1 롤리팝을 탑재하여 출시하였다.

### 안드로이드 6.0.1 마시멜로
갤럭시 A8은 마시멜로로 업데이트 예정기종명단에 포함되어 있었고 2016년 5월 13일 마시멜로로 구동되는 와이파이 인증을 통과하였다. 이후 2016년 7월 6일 인도에서 마시멜로 업데이트를 시작하였다. 대한민국에서는 2016년 8월 11일 마시멜로 업데이트를 시작하였다.

### 안드로이드 7.0 누가
갤럭시 A8은 누가로 업데이트 예정 기종 명단에 포함되어 있었고 2017년 8월 17일 누가로 구동되는 와이파이 인증을 통과하였다. 이후 2017년 10월 23일 누가 업데이트를 시작하였다. 누가 업데이트 후 Samsung Experience 8.1이 적용되었다. 2015년에 출시된 갤럭시 중에서는 유일하게 Samsung Experience 8.1이 탑재된 기종이 되었다.

## 같이 보기
- 삼성 갤럭시 A7
- 삼성 갤럭시 A5
- 삼성 갤럭시 S6
- 삼성 갤럭시 A8 (2016)